# ميشال عون
ميشال نعيم عون (ولد في 30 سبتمبر/أيلول 1933) هو رئيس الجمهورية اللبنانية الثالث عشر منذ 2016 وحتى 2022.
ولد في حارة حريك، وانضمّ إلى الجيش في 1955. كان مقربًا من الجبهة اللبنانية وإسرائيل خلال السنوات الأولى من الحرب الأهلية اللبنانية، وترقّى في 1984 إلى قائد الجيش. في 1988، عيّنه أمين الجميل مع نهاية ولايته رئيسًا لحكومة عسكرية إنتقالية بعد فشل مجلس النواب بانتخاب خلفٍ له. واجه هذا القرار معارضة داخليّة وأدى إلى نشوء نزاع بين حكومتين، الأولى برئاسة عون وتحظى بدعم المسيحيين والعراق، والثانية برئاسة سليم الحص وتحظى بدعم المسلمين وسوريا.
أعلن عون «حرب التحرير» على سوريا، مطالبًا بانسحابها من لبنان، كما عارض اتفاق الطائف، ولم يعترف بشرعية الرئيسين رينيه معوض وإلياس الهراوي. تطوّرت خلافاته مع سمير جعجع إلى اشتباكات مسلّحة بين الجيش والقوات اللبنانية عرفت بحرب الإلغاء، على الرغم من تحالفهما في البداية. في 13 أكتوبر 1990، شنّت القوات السورية عملية حاسمة اقتحمت فيها معاقل عون في بيروت الشرقية والقصر الجمهوري، وانتهت معها الحرب الأهلية.
لجأ عون إلى السفارة الفرنسية حيث أعلن استسلامه، ثم انتقل إلى فرنسا بعد منحه اللجوء السياسي. في المنفى، أسّس التيار الوطني الحر، ولعب دورًا أساسيًا في إقرار الكونغرس الأمريكي قانون محاسبة سوريا. في 2005، عاد عون إلى لبنان بعد انسحاب الجيش السوري إثر ثورة الأرز، وترأس كتلة التغيير والإصلاح بعد انتخابه نائبًا عن دائرة كسروان. وقّع مذكرة تفاهم مع حزب الله وإنضم إلى تحالف 8 آذار، وشارك في اعتصام المعارضة ضد حكومة السنيورة.
بعد انتهاء ولاية ميشال سليمان الرئاسية في 2014، بدأت فترة الشغور الرئاسي بسبب عجز مجلس النواب عن انتخاب رئيس جديد. فرض عون نفسه مرشحًا للمنصب، ونجح في الحصول على دعم جعجع وسعد الحريري، ما أدّى إلى انتخابه رئيسًا في الجلسة الانتخابية السادسة والأربعين. كلّف عون الحريري ليترأس الحكومة، وأجريت الانتخابات النيابية في 2018 لأول مرة منذ 2009.
في 2019، تعرّض لبنان لأزمة إقتصادية حادّة بسبب عدم توفّر الدولار الأمريكي في السوق اللبنانية، وساهمت جائحة كوفيد-19 في تأجيجها، نتج عنها احتجاجات واسعة في مختلف مناطق لبنان.

## النشأة
ولد ميشال عون عام 1933 في حارة حريك بمدينة بيروت، لعائلة مارونية تعود أصولها إلى المكنونية في جزين. أنهى دراسته الإبتدائية في المدرسة الرسمية، ثم إنتقل إلى مدرسة الفرير في فرن الشباك ثم مدرسة القلب الأقدس، وحصل على شهادة في الرياضيات.
تطوع في الجيش اللبناني في عام 1955 كتلميذ ضابط، والتحق بالمدرسة الحربية. بعد ثلاث سنوات، تخرّج برتبة ملازم في الجيش.

## السيرة العسكرية
بعد تخرجّه من المدرسة الحربية، نقل ميشال عون الملازم الحديث في الجيش إلى فوج المدفعية الثاني في 1958، وأُرسل إلى فرنسا ليحظى بتدريب عسكري في شالون أن شمباني. عاد إلى لبنان في السنة التالية، ورقّي إلى ملازم ثاني في 30 سبتمبر.
كان عون يمارس مهامه العسكرية خلال انقلاب الحزب السوري القومي الاجتماعي في 1961، وتم مكافئته بوسامٍ على ذلك. حظي بتدريبٍ في فورت سيل في أوكلاهوما، وبات مساعداً لفوج المدفعية الثاني، ثم معاونًا لقائد كتيبة المدفعية الثانية وقائدًا للمفرزة الإدارية وآمرًا لسرية القيادة والخدمة في 1970.
مع بداية الحرب الأهلية، كان قائدًا لسلاح المدفعية الثانية، وشارك في معركة تل الزعتر، ويدّعي بأنه وضع خطة حصار واقتحام المخيمّ، وقاد الهجوم الذي أدّى إلى تدميره وتهجير سكّانه من اللاجئين الفلسطينيين.

صورة تظهر عون إلى جانب أحد ضباط الجيش الإسرائيلي في بيروت، 1982

وفقاً للصحافي الفرنسي آلان مينارغ، حظي عون بعلاقات قويّة مع بشير الجميل وإسرائيل. حمل عون لقب «جبرائيل» ونال إعجاب الجميل بسبب فعاليّته في المواجهات ضد الفلسطينيين، وكلّفه إلى جانب أنطوان نجم بإعداد تقرير «دراسة لقيام بشير بالاستيلاء على السلطة» تمهيدًا لوصوله إلى رئاسة الجمهورية في 1982. كما اقترح عون عليه توقيع اتفاقية إعتراف متبادل ودفاع مشترك بين لبنان وإسرائيل، وقام بدوريّات مشتركة مع جنود إسرائيليين. بالإضافة إلى ذلك، فإنّه قد التقى بوزير الدفاع الإسرائيلي آريل شارون في إسرائيل.
في 1983، أعيد تنظيم الجيش وقسّم إلى ثمانية ألوية مشاة، وعُيّن عون قائدًا للواء المشاة الثامن. تمركز اللواء في سوق الغرب وقفيون وبسوس بمهمّة الدّفاع عن بيروت الشرقية أثناء حرب الجبل، التي تكبّدت فيها حكومة أمين الجميل خسائر بالغة أدّت إلى سقوطها وانقسام الجيش إلى مجموعات طائفيّة.
في 23 يونيو 1986، عيّن عون قائدًا للجيش اللبناني مكان إبراهيم طنوس، وقد كان عاشر من يتولّى هذا المنصب منذ انتقال الجيش إلى سلطة الجمهورية اللبنانية في 1945. بعمر 49، يعتبر عون أصغر قائد جيشٍ منذ ذلك الحين.

## رئيس الوزراء
بعد تعذّر انتخاب رئيس جمهورية جديد، أقال الرئيس أمين الجميل، في الدقائق الأخيرة من ولايته، الحكومة الحالية التي ترأسها سليم الحص بعد إغتيال رئيسها الأصلي رشيد كرامي وأعلن تشكيل حكومة إنتقالية عسكرية برئاسة قائد الجيش ميشال عون. تكونّت الحكومة من ستة عسكريين منهم ثلاثة مسيحيين وثلاثة مسلمين. بعد تشكيل الحكومة، إعتذر الوزراء المسلمون عن المشاركة بها، لكنّ البعض، ومنهم أمين الجميل، أكّد أنّ ذلك حدث رغمًا عنهم وتحت ضغوط من سوريا. بدعم من الأخيرة وحلفائها الداخليين، أعلن سليم الحص رفضه لقرار إقالته وإعتبره غير شرعي. أدى ذلك إلى قيام حكومتين، الأولى برئاسة سليم الحص في بيروت الغربية، وذات أغلبية مسلمة، والثانية برئاسة ميشال عون في بيروت الشرقية، ذات أعضاء مسيحيين. تولّى ميشال عون بالإضافة إلى رئاسة الحكومة، وزارتي الدفاع الوطني والإعلام، ثم كلّف بوزارات الخارجية والتربية والداخلية بعد إنسحاب الوزراء المسلمين.
قرار الجميل واجه الكثير من التساؤلات والإعتراضات، خاصةً وأنه يخالف الميثاق الوطني والذي يقتضي بأن يكون رئيس الحكومة دائمًا مسلمًا سنيًا. لكنّه برر ذلك بأن الميثاق الوطني نفسه يكفل حق الموارنة برئاسة الجمهورية، وأن صلاحيات رئيس الجمهورية تنتقل إلى رئيس الحكومة في ظلّ غيابه. ورأى أن من حق الموارنة أن يحصلوا على على منصب رئاسة الحكومة مؤقتًا بعد عجز مجلس النواب عن إنتخاب رئيس جمهورية جديد خلفًا له. وشبّه ذلك بتعيين قائد الجيش فؤاد شهاب الماروني رئيسًا للحكومة الإنتقالية بعد استقالة رئيس الجمهورية بشارة الخوري.
في 14 مارس 1989، بعد محاولة ميشال عون استعادة سيطرة الدولة اللبنانية على الساحل اللبناني، وتحويل الموانئ غير الشرعية التي أستخدمت بكثافة خلال الحرب الأهلية لنقل الأسلحة والبضائع إلى السلطة القضائية، قامت سوريا كردٍ على ذلك بقصف القصر الجمهوري في بعبدا ومقرّ وزارة الدفاع في يرزة. أدّى ذلك لإعلان عون الحرب على القوات السورية. في حين أن الأخيرة تتمتع بعمق إستراتيجي وسلاح أفضل وعدد أكبر من الجيش اللبناني، حيث تواجد في لبنان في ذلك الوقت أكثر من 40,000 جندي سوري، راهن عون على أفضلية المواقع التي يسيطر عليها ودعم السكان المحليين والميليشيا الحليفة القوات اللبنانية. حصل السوريون على دعم الولايات المتحدة برئاسة جورج بوش مقابل إنضمامها لقوات التحالف ضد العراق في حرب الخليج الثانية. إنتقد عون الدعم الأمريكي لسوريا وتقرّب من صدام حسين، الذي زوّد القوات المسلحة اللبنانية بالأسلحة.
في أكتوبر 1989، توصّل أعضاء مجلس النواب اللبناني إلى اتفاق الطائف من أجل حل النزاع اللبناني الطويل الأمد. تبيّن لاحقًا أنّ رفيق الحريري كان يحضّر لهذا الإتفاق منذ سنتين بالتعاون مع المملكة السعودية. رفض عون الإتّفاق، واعتبر أن من يوقّع ويوافق عليه خائنًا لوطنخ وأصدر مرسومًا يقضي بحل مجلس النواب لمنعه من إكمال الاتّفاق. يعود سبب معارضة عون الرئيسي إلى وجود بندٍ يسمح للجيش السوري بالانتشار على كامل الأراضي اللبنانية، ولا يحدد آليّة ولا مهلة زمنيّة لانسحابه من البلاد.

بعد توقيع الاتّفاق على الرغم من معارضة عون، إجتمع مجلس النواب في قاعدة مطار القليعات، وقام بانتخاب رينيه معوّض رئيسًا للجمهورية اللبنانيّة. بعد 17 يومٍ فقط، أغتيل معوض بعد الاحتفالات بعيد الاستقلال في 22 نوفمبر 1989، وأتّهم عون بأنه وراء هذه الحادثة، غير أن البعض يحمّل سوريا وإسرائيل المسؤولية. إجتمع النّواب مجددًا في بارك أوتيل شتورا، وأنتخبوا إلياس الهراوي ليتولّى المنصب. أعلن الهراوي إقالة عون من قيادة الجيش، وعيّن إميل لحود مكانه، كما أمره بالخروج من القصر الجمهوري في بعبدا على الفور، دون أي تجاوب من عون.

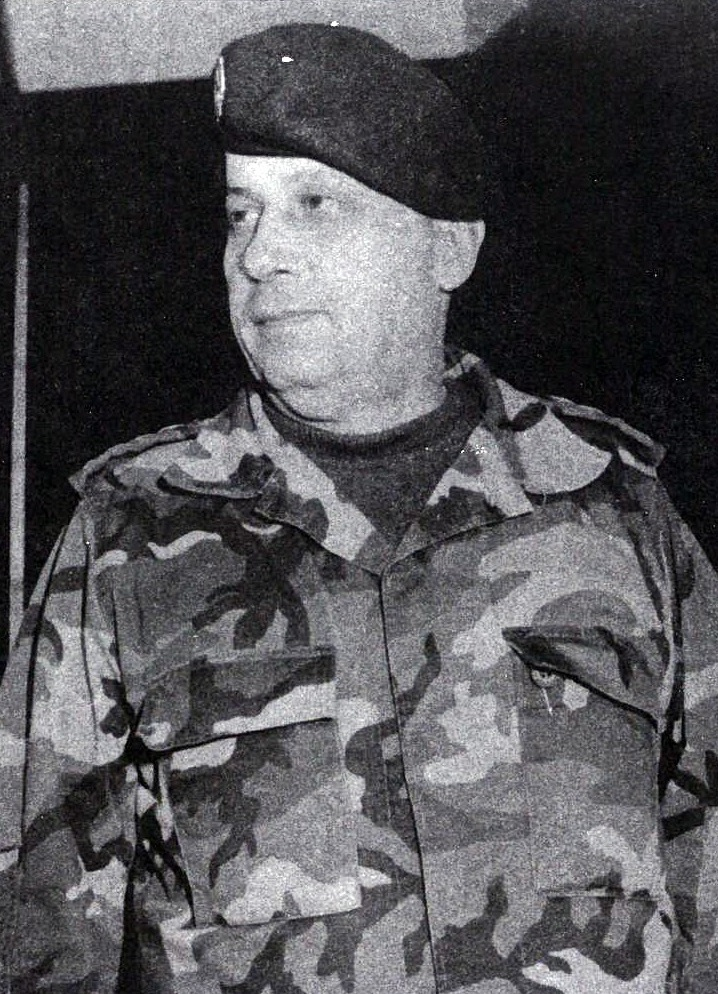
عون مرتديًا زيه العسكري في 1988

بعد طلبه مساعدةً دوليّة غير مشروطة، لم يجد عون دعمًا من أحد إلا رئيس العراق صدام حسين، ولذلك تضرّر وحكومته كثيرًا بسبب حرب الخليج. مع مرور الوقت توتّرت العلاقة بين الجيش والقوات اللبنانية، خاصة بعد موافقة سمير جعجع على اتّفاق الطائف. في نهاية ديسمبر 1989، زار ضباط في الجيش اللبناني، وأمرهم بتحضير لمعركة كبيرة «لتكنيس الفخّار المكسّر». لهذا السبب تسمّى المعارك بين الجيش اللبناني تحت قيادة عون والقوات اللبنانية حرب الإلغاء. في يناير 1990، هجم الجيش اللبناني على مدرسة قمر العسكرية في عين الرمانة التي تنتمي للقوات اللبنانية، وسيطر عليها. حصل ذلك بعد أن صرّح عون أنه لا يحق لأحد أن يحمل السلاح بإستثناء الجيش اللبناني. على عكس توقّعات عون، كان جعجع جاهزًا للمعركة، ودامت ستة أشهر إضافية، وتسببت في إضعاف الطرفين والقوى المسيحيّة عمومًا، وأدّت إلى إقتحام الجيش السوري الأراضي المسيحيّة للمرة الأولى. في 12 أكتوبر 1990، عون نجى من محاولة إغتيال عبر رجل مسلّح بين الجماهير.
في 13 أكتوبر 1990، بعد حملة أرضيّة وجويّة، سيطرت القوات السورية على جميع الأراضي التابعة للجيش اللبناني. تحت ضغط من الجيش السوري والقوات اللبنانية، حوصر في القصر الجمهوري في بعبدا، وطلب منه الانتقال إلى السفارة الفرنسية لإعلان إستسلامه. وهذا ما حصل بالفعل، حيث أعلن عون إستسلامه عن طريق الراديو، ودعا كافة قطع الجيش وألويته وأفواجه إلى أخذ الأوامر العسكرية من قائد الجيش الجديد العماد إميل لحود. لكنّ سوء الاتصالات بسبب القصف الثقيل في مناطق المعارك أدّت إلى عدم وصول خبر الإستسلام إلى بعض الوحدات في الجيش. نتيجة لذلك، إستمرّت هذه الوحدات بالقتال، ونتج عن ذلك معارك دموية خصوصًا في ضهر الوحش، لكنّها إنتهت بإنتصار الجيش السوري وإقتحامه قصر بعبدا. عرفت هذه الأحداث بمجزرة 13 تشرين الأول، وقدّر عدد الضحايا بأكثر من 700 قتيل و2000 جريح من مدنيين وعسكريين.

## المنفى والعودة إلى لبنان
بقي عون في السفارة الفرنسية 11 شهرًا قبل أن يمنح عفوًا مشروطًا من الحكومة اللبنانية ولجوءًا سياسيًا من فرنسا. في 30 أغسطس 1991 غادر ميشال عون لبنان إلى قبرص، ومنها إلى فرنسا عبر سفينة حربية فرنسية، حيث سيقضى 15 سنة في المنفى. في 18 فبراير 1994، عقد ميشال عون في مدينة باريس «المؤتمر الوطني» وأعلن فيه عن إنشاء التيار الوطني الحر. في أغسطس 1999، صرّح رئيس الحكومة آنذاك رفيق الحريري بأنه يضمن عدم إعتقال ميشال عون في حال عودته إلى لبنان، عون لم يعرف كيف سيتصرف السوريون بهذا الشأن، ففضل البقاء في فرنسا.
بعد إغتيال رفيق الحريري في 14 فبراير 2005، قامت ثورة الأرز التي أدّت إلى إنسحاب القوات السورية من لبنان نهائيًا في 27 أبريل 2005. مهّد ذلك لعودة ميشال عون في 7 أيّار إلى لبنان، وإستقبله الآلاف من مناصيره، أقام عون مؤتمر صحفي قصير في مطار بيروت الدولي، ثم توجّه إلى قبر الجندي المجهول، وضريح الرئيس السابق رفيق الحريري، كما قام بزيارة سمير جعجع، في سجن يرزة، الذي يخدم سنته الحادية عشر في السجن محكومًا عليه بسبب إغتيالات مزعومة ومختلف عليها خلال الحرب الأهلية، إستمرّت رحلته إلى ساحة الشهداء، حيث رحّب به المشاركون في ثورة الأرز.
بعد عودته، إنتقل عون إلى منزل في قضاء الرابية، حيث زارته وفود كبيرة من الجبهة اللبنانية، أعداء عون السابقون، كما زاره أيضًا دوري شمعون زعيم حزب الوطنيين الأحرار،صولانج الجميل زوجة الرئيس المنتخب بشير الجميل، نايلة المعوض زوجة رينيه معوض، التي إتهمته سابقًا بإغتيال زوجها قبل أن تتهم السوريين بالإضافة إلى ستريدا جعجع زوجة سمير جعجع، أرسل البطريرك نصرالله بطرس صفير رسالة ترحيب به، وأرسل حزب الله تهنئة بهذا الشأن.

## الحياة السياسية

### الإنتخابات النيابية 2005

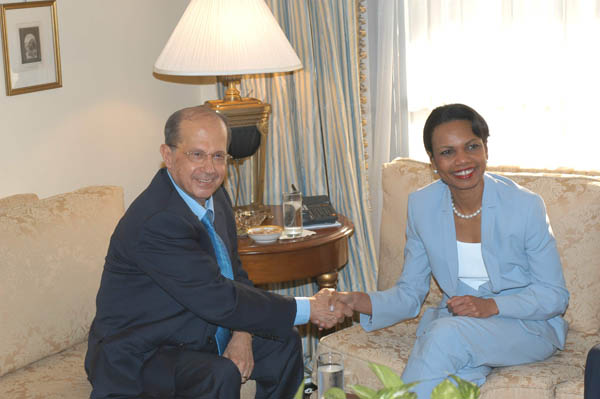
عون مع وزيرة الخارجية الأمريكية كونداليزا رايز في 2005.

خلال الإنتخابات النيابية التي أقيمت نهاية مايو 2005، طالب الزعماء السياسييون إقامة الإنتخابات بقانون 2000 الإنتخابي. القانون أعدّه رئيس المخابرات السورية غازي كنعان ورئيس الحكومة السابق رفيق الحريري، الذي لم يقدّم تمثيلاً شعبياً واقعياً وهمّش المعارضين للحريري. على الرغم من معارضة عون له، إلا أن الانتخابات أجريت به نتيجة للتوافق العام حوله. فاجئ عون الكثير من المراقبين بعدما دخل الإنتخابات حليفًا لعدّة منافسين سابقين له، منهم موالين لسوريا مثل ميشال المر وسليمان فرنجية.
حزب عون، التيار الوطني الحر بالإضافة إلى حلفائه، حقق نجاحًا كبيرًا، وفاز بـ21 مقعد من أصل 58 تنافس عليها، منها كل المقاعد المسيحية في جبل لبنان. كما فاز في الأقضية المسيحية الكبرى، مثل زحلة والمتن. عون نفسه أنتخب نائبًا عن دائرة كسروان. على كلّ، فشل التيار في الفوز بأي مقاعد في شمال لبنان، وعاد ذلك إلى قانون الإنتخابات عام 2000 الذي أعطى المجتمع الإسلامي في طرابلس، الموالي للحريري أفضلية فيتو ضد أي مرشح مسيحي في دائرتها الإنتخابية.
حقق التيار الوطني الحر 21 مقعد في البرلمان اللبناني، وشكّل ثاني أكبر كتلة مسيحية في لبنان، وثاني أكبر كتلة في البرلمان.

### التفاهم مع حزب الله
في 2006، وقّع ميشال عون مع حسن نصرالله في كنيسة مار مخائيل مذكرة تفاهم لينظما علاقتهما، ويناقشا نزع سلاح حزب الله مع بعض الشروط. الشرط الثاني والثالث لنزع السلاح كانا خروج السجناء اللبنانيين من السجون الإسرائيلية ووضع خطة دفاعية لحماية لبنان من أي خطر إسرائيلي. التفاهم ناقش أيضًا أهمية الحفاظ على علاقات طبيعية مع سوريا والسؤال عن السجناء اللبنانيين فيها، بالإضافة إلى عودة جميع السجناء السياسيين والمغتربين في إسرائيل. بعد هذا الإتفاق، أصبح عون والتيار الوطني الحر ضمن تحالف 8 آذار، وعرف بتفاهم مار مخايل.

### اعتصام المعارضة اللبنانية: 2006–2008
في 1 ديسمبر 2006، أعلن ميشال عون أمام مجموعة من المتظاهرين أنّ الحكومة الحالية للبنان غير دستورية، وإتهمها بأنها جعلت الفساد عادة يومية ودعا لإستقالتها. عشرات الآلاف من مناصري حزبه، بالإضافة إلى حركة أمل وحزب الله تجمعوا في وسط بيروت لإجبار السنيورة على الاستقالة. شارك عون في إتفاق الدوحة، الذي مهّد لتشكيل الحكومة التالية. شارك التيار الوطني في الحكومة، بنائب رئيس الحكومة عصام أبو جمرة، وزير الاتصالات جبران باسيل وماريو عون وزير الشؤون الإجتماعية. كان أول مرة يشارك فيها التيار في حكومة لبنانية.

### انتخابات 2009 وتشكيل الحكومة
حقق التيار الوطني الحر في الانتخابات النيابية 27 مقعدًا انتخابيًا، أحدهم كان عون عن دائرة كسروان.
في نوفمبر 2009، بعد 6 أشهر من الضغط عبر ميشال عون نفسه، رافضًا فيه تخفيض حصّة حزبه في الحكومة الجديدة عن الحكومة السابقة، رضخ رئيس الحكومة سعد الحريري لمطالبه. سمّى التيار الوطني الحر ثلاثة وزراء، كانوا وزراء الاتصالات والطاقة والمياه والسياحة.
عون وحلفائه حصلوا على ثلث أعضاء الحكومة، وكانوا أقل بوزير واحد من قدرة الفيتو. في 12 يناير 2011، بخطوة أعلنت في منزل عون في الرابية، أعلن وزراء التيار الوطني الحر وحلفائهم الاستقالة من الحكومة. في 13 يونيو 2011، تشكلّت حكومة جديدة برئاسة نجيب ميقاتي، حصلت كتلة التغيير والإصلاح على 10 وزراء.

### رئاسة التيار الوطني الحر
في سبتمبر 2015، دعم عون ترشّح صهره جبران باسيل وزير الخارجية وقتها، لرئاسة التيار الوطني الحر. بعد إقناع منافسه الوحيد النائب آلان عون، ابن أخ ميشال عون، فاز باسيل بالتزكية، وأصبح ثاني رئيس للتيار الوطني الحر بعد ميشال عون. تبع هذا الحدث الكثير من الجدل والإعتراضات، وأعتبره البعض محسوبية وتوريثًا للمناصب، الأمر الذي عادًة ينتقده التيار الوطني الحر.

### الحملة الرئاسية
قام زعيم القوات اللبنانية سمير جعجع وميشال عون بطي صفحة تاريخية ضمن العلاقات المسيحية التاريخية في لبنان، عندما أعلن جعجع تأييده لترشيح ميشال عون لرئاسة الجمهورية، بعد خلاف طويل يعود إلى الحرب الأهلية اللبنانية. صرّح جعجع: «بعد طول دراسة وتفكير ومناقشات ومداولات في الهيئة التنفيذية للقوات اللبنانية، تبنّي القوات اللبنانية لترشيح العماد ميشال عون لرئاسة الجمهورية، في خطوة تحمل الأمل بالخروج ممّا نحن فيه إلى وضعٍ أكثر أمانًا واستقرارًا وحياةً طبيعيةً،» في تصريح مشترك بعد اجتماع مع عون، كما قرأ 10 نقاط تبيّن بنود هذا التفاهم والآلية التي سيعمل عليها الطرفين خلال الفترة. عرف الصلح بإتفاق معراب نسبة إلى مكانه في معراب، معقل القوات اللبنانية.
الإلتزام بتطبيق إتفاق الطائف، توقف مرور الأسلحة والجنود عبر الحدود اللبنانية السورية من الجهتين، إنشاء قانون إنتخابي جديد والإلتزام بالقرارات الدولية كانت أبرز نقاط التفاهم بين التيار الوطني الحر والقوات اللبنانية، كما رأى جعجع، بالإضافة إلى تبنّي سياسة خارجية تضمن مصالح لبنان وعلاقاته الدولية. شكر عون جعجع لدعمه، وقال بأنه سيمدّ يده لجميع الأحزاب السياسية.
تأييد جعجع لترشيح عون منحه دفعة قوية في المنافسة على رئاسة الجمهورية، لكن موقف تيار المستقبل ظل غامضًا. إلتقى عون مع البطيريرك بشارة بطرس الراعي، الذي أكّد عدّة مرات دعمه لجميع المبادرات التي تسعى لكسر الشغور الرئاسي. «جئنا لإبلاغ البطريركية بالإتفاق،» كما قال عون من الكنيسة المارونية. إتفاق معراب كان المرة الأولى يتفق فيها أكبر فريقين سياسيين مسيحيين على مسألة محورية بعد عقود من الخلافات.
مبكرًا خلال اليوم، إلتقى الراعي برئيس الحكومة السابق ورئيس كتلة تيار المستقبل النيابية فؤاد السنيورة. بعد لقائه البطريرك، صرّح السنيورة بضرورة إنتخاب رئيس يحظى بدعم جميع الأطراف اللبنانية. «علينا ان نجهد لنصل إلى الشخص الذي يستطيع ان يجمع اللبنانيين بكافة انتماءاتهم السياسية لتعزيز العيش المشترك بين اللبنانيين.»
تفاجئ جعجع، عندما رشّح حليفه سعد الحريري، رئيس الحكومة السابق وزعيم تيار المستقبل، سليمان فرنجية رئيس تيار المردة لرئاسة الجمهورية. عارض جعجع المسألة التي تسببّت بإنقسام وجدل بين تحالفي 8 و14 آذار.
عون، على الجهة الأخرى، لم يظهر أي علامة لإستعداده للتخلي عن طموحه الرئاسي لصالح فرنجية، الحليف الدائم لحزب الله وعضو كتلة ميشال عون الإنتخابية «التغيير والإصلاح». لأسابيع، ظل حزب الله صامتًا بخصوص هذا الشأن، حتى 29 ديسمبر 2015، عندما أكّد دعمه لترشح ميشال عون.
في 20 أكتوبر 2016، أعلن سعد الحريري رسميًا دعم كتلته لترشح ميشال عون.

### الإنتخاب كرئيس الجمهورية
في 31 أكتوبر 2016، أنتخب عون رئيسًا للجمهورية اللبنانية، لينهي فراغًا رئاسيًا دام 29 شهرًا. بعد 45 محاولة فاشلة للوصول للنصاب القانوني بسبب مقاطعة نواب تحالف 8 آذار للجلسات لرفضهم المرشح الرئاسي الوحيد سمير جعجع، إجتمع الـ127 نائبًا في 31 أكتوبر تحت إدارة رئيس مجلس النواب نبيه بري.
الجولة الأولى من التصويت تتطلب أغلبة الثلثين، ما يعني 85 صوتًا من 127 نائبًا، لكن عون فشل بفارق صوت واحد، أمام 36 ورقة بيضاء و6 أوراق لاغية وصوت واحد للنائب جيلبيرت زوين.
الجولة الثانية تتطلب أغلبية مطلقة، وبعد إلغاء الدورة الأولى بسبب وجود 128 ظرف تصويت بدلًا من 127، حقق عون 83 صوت وأصبح رئيس الجمهورية الثالث عشر بعد الاستقلال. كان هناك 36 ورقة بيضاء، 7 أوراق لاغية وصوت واحد للنائب ستريدا طوق.
| الجلسة الإنتخابية السادسة والأربعين | الجلسة الإنتخابية السادسة والأربعين | الجلسة الإنتخابية السادسة والأربعين | الجلسة الإنتخابية السادسة والأربعين | الجلسة الإنتخابية السادسة والأربعين | الجلسة الإنتخابية السادسة والأربعين | الجلسة الإنتخابية السادسة والأربعين | الجلسة الإنتخابية السادسة والأربعين | الجلسة الإنتخابية السادسة والأربعين | الجلسة الإنتخابية السادسة والأربعين |
| ----------------------------------- | ----------------------------------- | ----------------------------------- | ----------------------------------- | ----------------------------------- | ----------------------------------- | ----------------------------------- | ----------------------------------- | ----------------------------------- | ----------------------------------- |
| الجولة الأولى                       | الجولة الأولى                       | الجولة الأولى                       | *الجولة الثانية                     | *الجولة الثانية                     | *الجولة الثانية                     | *الجولة الثانية                     | *الجولة الرابعة                     | *الجولة الرابعة                     | *الجولة الرابعة                     |
| المرشحون                            | أصوات                               | %                                   |                                     |                                     |                                     |                                     | المرشحون                            | أصوات                               | %                                   |
| ميشال عون                           | 84                                  | 66.14                               |                                     |                                     |                                     |                                     | ميشال عون                           | 83                                  | 65.35                               |
| جيلبيرت زوين                        | 1                                   | 0.78                                |                                     |                                     |                                     |                                     | ستريدا طوق                          | 1                                   | 0.78                                |
| أوراق بيضاء/لاغية                   | 42                                  | 33.06                               |                                     |                                     |                                     |                                     | أوراق بيضاء/لاغية                   | 43                                  | 33.85                               |
| المجموع                             | 127                                 | 100                                 | 128                                 | 100.78                              | 128                                 | 100.78                              | المجموع                             | 127                                 | 100                                 |
| مؤهلون للإنتخاب                     | 127                                 | 100                                 | 127                                 | 100                                 | 127                                 | 100                                 |                                     | 127                                 | 100                                 |

## رئاسة الجمهورية (2016–2022)

### حكومة سعد الحريري الثانية
بعد استقالة تمّام سلام من رئاسة الحكومة كما يقضي العرف عند إنتخاب رئيس جمهورية جديد، كلّف رئيس الجمهورية ميشال عون سعد الحريري بتشكيل الحكومة الجديدة. كان هذه ثاني مرة يترأس فيها سعد الحريري الحكومة اللبنانية. تألّفت الحكومة في 28 ديسمبر 2016 من 30 وزيًرا وضّت مختلف الأطراف السياسية في لبنان. في 28 ديسمبر، نالت الحكومة الثقة من مجلس النواب بأغلبية 87 نائب.
في 4 نوفمبر 2017، تقدّم سعد الحريري بإستقالته من رئاسة الحكومة بعد زيارته السعودية بشكل مفاجئ، ما أثار صدمة في لبنان على مستوى الشعب والسياسيين. إعتبر الحريري الاستقالة إحتجاجًا على سياسية إيران وتدخلها في الشؤون اللبنانية، وإتهم حزب الله بتهديد أمن لبنان من خلال مشاركته في الحرب الأهلية السورية، وشبّه الساحة اللبنانية بفترة ما قبل إغتيال والده رفيق الحريري.
إعتبرت إيران استقالة الحريري خطة أمريكية إسرائيلية سعودية لرفع التوتر في الشرق الأوسط، أما الأمين العام لحزب الله حسن نصرالله فرأى أن ذلك إعلان السعودية الحرب على لبنان وحزب الله. أبلغ عون السفراء الأجانب أن السعودية إحتجزت سعد الحريري، وأكّد ذلك بسبب بقاءه 12 يومًا في السعودية بعد إستقالته.
في 21 نوفمبر، عاد الحريري إلى بيروت للمشاركة في إحتفالات عيد الاستقلال، وأعلن تعليقه إستقالته، وأنّ الرئيس عون أخبره أن يؤجل الأمر حتى مشاورات جديدة. رفض الحريري شرح ما حدث في السعوديّة، وقال بأن ما حدث هناك سيبقى سريًا. في 5 ديسمبر، سحب الحريري إستقالته نهائيًا، من خلال خطاب شجّع فيه إلتزام لبنان بالحياد في جميع الصراعات الخارجية.

### الانتخابات النيابية 2018
في 6 مايو 2018، أقيمت الإنتخابات النيابية اللبنانية بتنافس 597 مرشح على 128 مقعد. الإنتخابات هي الأولى منذ 9 سنوات بعد إنتخابات 2009، وكانت من المفترض أن تنتهي ولاية المجلس في 2013، إلّا أنه مدّد لنفسه 5 سنوات إضافية لإعتبارات سياسية وأمنية. عقدت الإنتخابات بعد إقرار قانون إنتخابي جديد يعتمد على نظام التمثيل النسمي، يقسّم لبنان إلى 15 دائرة إنتخابية ويتم الترشيح للمقاعد النيابية على أساس الطوائف المختلفة.
حقق تحالف 8 آذار فوزًا كبيرًا وحصل التيار الوطني الحر على 24 مقعدًا ما جعله أكبر كتلة نيابية في البرلمان، كما سجّل حزب الله وحركة أمل تقدّمًا ملحوظًا. خسر تيار المستقبل ثلث مقاعده تقريبًا بعد تراجعه من 33 إلى 20 نائبًا، إلا أن القوات اللبنانية حصلت على ضعف مقاعدها السابقة بواقع 15 نائب.

### حكومة سعد الحريري الثالثة
بعد الإنتخابات النيابية 2018، وإجراء الإستشارات النيابية، كلّف عون للمرة الثانية في عهده سعد الحريري بتشكيل الحكومة في 24 مايو 2018. بعد أكثر من ثمانية أشهر من المفاوضات والتشاورات، تشكّلت الحكومة في 31 يناير 2019 وضمّت جميع الأحزاب السياسية في البرلمان بإستثناء الكتائب، بالإضافة إلى أربعة سيدات وهذا أكبر عدد تشارك فيه السيدات في الحكومات اللبنانية. الحريري صرّح أن «زمن العلاج بالمسكنات إنتهى» وإعتذر من اللبنانيين على التأخير. نالت الحكومة في 15 فبراير 2019 الثقة من مجلس
النواب بغالبية 111 نائبًا من أصل 128.

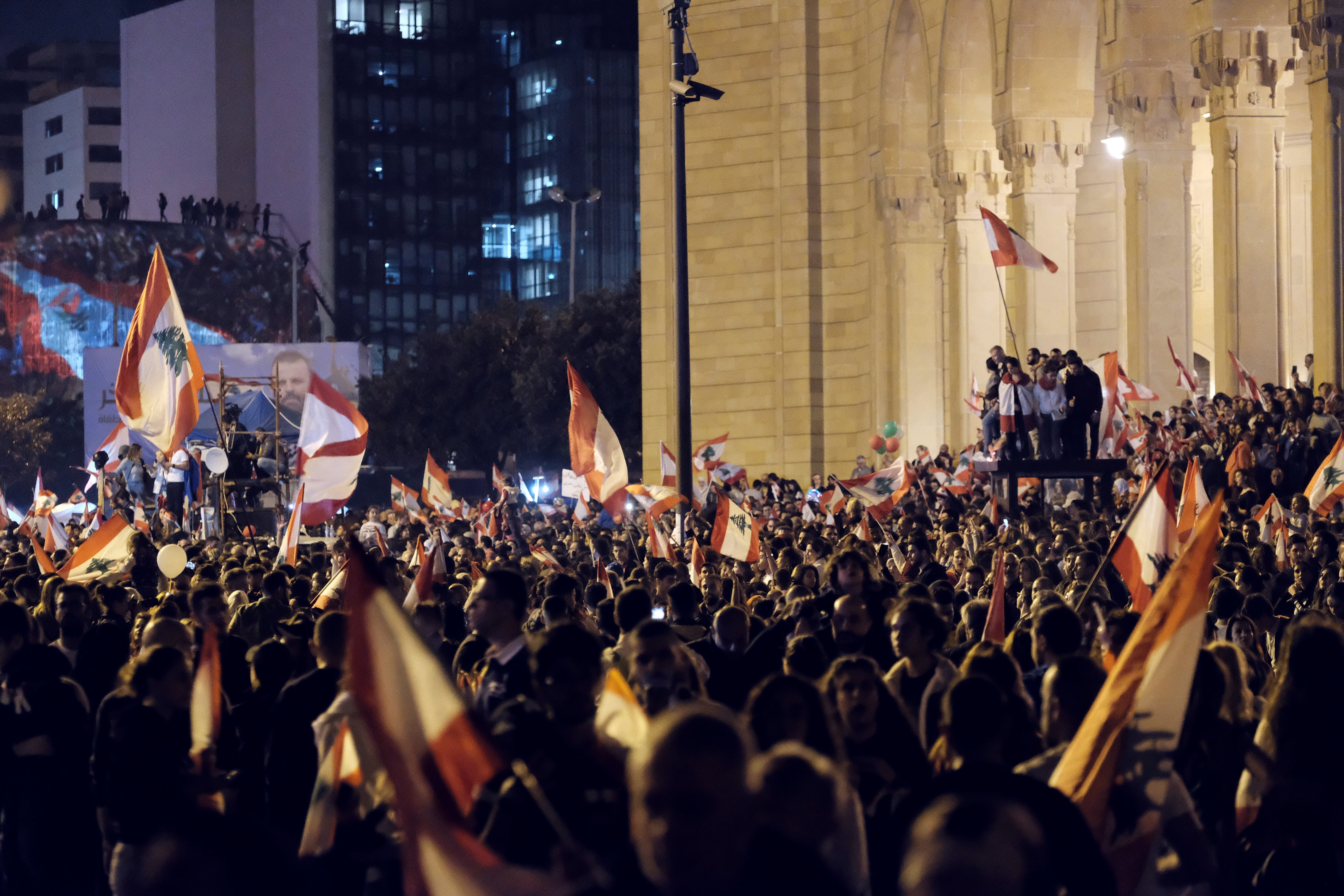
تظاهرات اللبنانيين في ساحة الشهداء في عيد الإستقلال 2019

### ثورة 17 تشرين
في 17 أكتوبر 2019، إندلعت تظاهرات واسعة في البلاد إحتاجًا على الضرائب المقررة على البنزين والتبغ والمكالمات عبر الإنترنت، وسرعان ما إمتدت لتطالب بإستقالة الحكومة ورئيس الجمهورية بالإضافة إلى إجراء إنتخابات نيابية مبكرة وتشكيل حكومة متخصصين ومستقلين تقوم بإجراء إصلاحات لمواجهة الأزمة الإقتصادية في البلاد، بالإضافة إلى محاربة الفساد والبطالة وتغيير النظام السياسي اللبناني المبني على الطائفية. في 29 أكتوبر، أعلن الحريري إستقالته وأكّد مطالب الشعب من خلال خطاب متلفز. المظاهرات استمرت رغم تسمية حسان دياب رئيسًا للحكومة.

### حكومة حسان دياب
في 18 ديسمبر، أعلن الحريري رفضه لتشكيل الحكومة التالية. في 19 ديسمبر، أجريت إستشارات نيابية وكلف الرئيس عون الأكاديمي حسان دياب بتشكيل الحكومة بدعم من التيار الوطني الحر وحزب الله وحركة أمل. رغم معارضة المتظاهرين وتحالف 14 آذار، تشكّلت الحكومة في 21 يناير 2020، وضمّت وزراء سماهم أطراف تحالف 8 آذار، ووصفهم حسان دياب بأنهم «خبراء سيعملون دون ولاءات للأحزاب السياسية». ضمّت الحكومة ست سيدات، وهو أكثر عدد من الوزراء السيدات في حكومة لبنانية، متجاوزين بذلك الحكومة السابقة التي ضمت أربع سيدات. حصلت الحكومة على الثقة من مجلس النواب بنتيجة 63 نائبًا من 84 فقط حضروا الجلسة. عجزت الحكومة خلال فترتها عن إجراء إصلاحات ونيل ثقة المجتمع الدولي، واستمرت الليرة اللبنانية بفقدان قيمتها أمام الدولار الأمريكي.

### وباء كوفيد-19
في 21 فبراير 2020، كشفت أول حالة كوفيد-19 في لبنان، وهي امرأة بعمر 45 عامًا قادمة من مدينة قم، وثبتت إصابتها في إيران بالسارس. في 26 فبراير، ظهرت الحالة الثانية، وكانت امرأة أيضًا قادمة من إيران. في 28 فبراير، أعلن وزير التربية طارق المجذوب إغلاق جميع المؤسسات التعليمية حتى 8 مارس، والتي لم تفتح مجددًا لباقي العام الدراسي.
في 1 مارس، أعلنت وزارة الصحة 3 حالات جديدة، ليصل المجموع إلى 13 إصابة. في 10 مارس، سجلت أول حالة وفاة بسبب الوباء لمواطن لبناني، مع وصول عدد الإصابات إلى 52. كما سجلت حالة الوفاة الثانية في 11 مارس. في 15 مارس، أعلن الرئيس عون حالة الطوارئ الصحية والتعبئة العامة في لبنان. في 18 مارس، أغلق المطار أجواءه أمام حركة الملاحة الجوية. في 21 مارس، سجلت أصغر حالة إصابة، وكانت لطفلة عمرها سنة ونصف. في 26 مارس، تم فرض حظر تجول بين السابعة مساءًا والخامسة صباحًا.
في 1 أبريل، وصل عدد المصابين إلى 479 حالة و14 وفاة. في 5 أبريل، جال الرئيس حسان دياب في المطار تحضيرًا للمرحلة الأولى من إستقبال المغتربين، وحطّت الطائرة الأولى القادمة من الرياض. وأصدر وزير الداخلية محمد فهمي قرارًا ينظم السير وفق أرقام لوحات السيارات.
في 1 مايو، وصل عدد المصابين إلى 729 حالة و24 وفاة. في 17 مايو، أعلن وزير التربية طارق المجذوب إستكمال العام الدراسي عن بعد ورفع التلامذة إلى الصف الأعلى، وإلغاء دورة الإمتحانات الرسمية للثانوية العامة 2020 بفروعها الأربعة بالإضافة إلى شهادة المتوسط.
في 1 يونيو، وصل عدد المصابين إلى 1233 حالة و28 وفاة. في 30 يونيو، أعلن طيران الشرق الأوسط إعادة فتح المطار أمام اللبنانيين والعرب والأجانب حتى 22 يوليو.
في 5 يوليو، وصل عدد المصابين إلى 1873 حالة و36 وفاة.
في 19 أغسطس، وصل عدد المصابين إلى 10347 حالة و109 وفاة.
في 14 سبتمبر، وصل عدد المصابين إلى 24857 حالة و246 وفاة.

### إنفجار مرفأ بيروت
في 4 أغسطس 2020، إنفجرت 2750 طن من مادة نترات الأمونيوم كانت مخزنة في العنبر 12 في مرفأ بيروت، ما خلف نتائج كارثية على لبنان. أدّى الإنفجار إلى وفاة أكثر من 190 بين لبناني وأجنبي، أكثر من 6500 مصاب، كما خسرت آلاف العائلات منازلها. قدّر حجم الخسائر الماديّة بأكثر من 15 مليار دولار أمريكي.
وصف عون الإنفجار بأنه «كارثة كبرى حلّت بلبنان» ووعد أنّ الحكومة ستقدم الدعم للنازحين ووزارة الصحة ستغطي نفقات علاج الجرحى. في اليوم التالي، زار الرئيس الفرنسي ماكرون لبنان لتقديم تعازيه ودعا لتشكيل عقد سياسي جديد في لبنان. في 10 أغسطس 2020، أعلن الرئيس حسان دياب رسميًا استقالة الحكومة، بعد استقالة عدد من الوزراء والنواب، وصرّح «الله يحمي لبنان».

### تكليف مصطفى أديب
في 31 أغسطس 2020، كلّف الرئيس عون سفير لبنان في ألمانيا مصطفى أديب بتشكيل الحكومة، بدعم من تيار المستقبل وحزب الله وحركة أمل والتيار الوطني الحر، بالإضافة إلى رؤساء الحكومة السابقين الذين طرحوا إسمه لهذا المنصب. سمّى أديب لرئاسة الحكومة 90 نائبًا من البرلمان. في اليوم التالي لتكليفه، زار الرئيس ماكرون لبنان مجددًا بمناسبة مئوية لبنان الكبير، وأكّد دعم فرنسا ومساعدتها لبنان للخروج من أزمته.
في 26 سبتمبر، قدّم مصطفى أديب تعتذاره عن تكليفه بعد فشله بتشكيل الحكومة، ولام الكتل النيابية التي رفضت تشكيل حكومة إختصاصيين غير سياسيين.

### انتهاء فترة رئاسته وحكومة نجيب ميقاتي
صرح رئيس الوزراء اللبناني نجيب ميقاتي في 30 أكتوبر 2022، أنه يرفض قرار الرئيس ميشال عون إقالة الحكومة اللبنانية ويعتبره غير دستوري، قائلًا إن الحكومة ستتابع القيام بواجباتها الدستورية ومن بينها تصريف الأعمال وفق نصوص الدستور.

## المواقف السياسية

### الغرب
شرح عون لماذا أدار ظهره للغرب وتحالف مع محور المقاومة في خطاب له في أيار 2008:
«إخترنا هذا الخيار السياسي طويل المدى، لأننا عرفنا إهتمامات الغرب والغرب لا يكذب علينا. مصالحه في إسرائيل، بيد، وفي النفط بيد أخرى. نحن لسنا ضمن إهتمامتهم في هذه الفترة. الشيء الوحيد الذي يهتمون له هو حل مشكلة إسرائيل على حسابنا، عبر تجنيس الفلسطينيين في لبنان، وإرضاء الدولة المصدرة للنفط، لأن مصالحهم المادية تقع هناك. هكذا، إخترنا إعتماد سياسة التعاون مع جميع عناصر المجتمع اللبناني، ودولنا المجاورة، لبناء علاقات قوية، صامدة ومشتركة. المجتمع اللبناني عمومًا، والمسيحي خصوصًا، ليست معتادًا على ذلك، ما نشر الخوف والقلق. على كل، نحن نثق بأنفسنا وخياراتنا ورؤيتنا التي جعلتنا نقف أمامكم ونطلب أن تعطوا مجهودتنا فرصة. رأينا النتائج في الدوحة قبل فترة قصيرة. كل مسيحيي الشرق الأوسط يغادرون، مسيحيي لبنان يعودون. لمدة 25-35 سنة، نسمع بأن مسيحيي الشرق ينقرضون. السياسات الغربية قادت مسيحيي الشرق للإنقراض. السياسات الغربية لم تبق مسيحي واحد في فلسطين والأراضي المقدسة. السياسات لاغربية لم تبقي مسيحي واحد في العراق. يحاولون التخلص منا عبر تهميشتنا، ومعاملتنا كأننا فائض على المجتمع.»

### الولايات المتحدة
في حوار له مع مجلة الشرق الأوسط الربع سنوية في ديسمبر 1995، سئل عون إن كان "يكره" الولايات المتحدة:
"هنا علي أن أدافع عن نفسي. جدي وأبناء عمومتي حاربوا في الجيش الأمريكي. أمي ولد في الولايات المتحدة، تحديدًا في نيو هامبشر، أختي وعائلتها يعيشون في الولايات المتحدة. لقد درست في الولايات المتحدة، ولم أكن أبدًا ضد الولايات المتحدة. لطالما إحترمت الشعب الأمريكي، شعب ديمقراطي يقدّر قيمه والسلام، كما نفعل نحن. لا يمكنني أن أكون ضد الولايات المتحدة، وأساسًا أنا مرتبط بها سياسيًا. كيف يمكن أن يرى أي أحد أنني معارض أمريكا؟ لكنني أندم على الموقف الأمريكي في لبنان. أصلّي لليوم الذي سترى فيه الولايات المتحدة لبنان بالصورة الصحيحة

أنا أعرف قوة الولايات المتحدة، وتأثيرها في العالم. كما أعلم أنها تستطيع أن تسحق من يعارض رغباتها. في نفس الوقت، سأدافع عن نفسي ضد الولايات المتحدة حتى لو حاولت سحقي، أنا لا أنخرط إلا في الدفاع عن النفس."

### سوريا
أجاب عون عن عدة أسئلة تتعلق بسوريا في حوار له مع جريدة الشرق الأوسط في فبراير 2004:
"المطلوب من سوريا الإنسحاب من لبنان، ويجب أن تبدأ منها هنا.
لا أريد العودة إلى بيروت برعاية سورية مما سيعيقني ويحد نشاطاتي. سوريا موجودة في لبنان منذ 28 عامًا في حين الإنتداب الفرنسي على لبنان دام 25 عامًا فقط.
السوريون أتو بالمسؤولين اللبنانيين إذا من الطبيعي أن يرجعوا لهم في كل شاردة وواردة. أرى أنه في حال إنسحاب سوريا سيتوهون لأنهم متعودون أن هناك من يقرر لهم. لكنّ هذا الإنبطاح الزائد لا تقابله براءة في الجانب السوري. غالبية خطابات السياسيين تبدأ بالتوجه بالشكر لسورية وشتم عون. هل يتجرأ أحد على عدم الذهاب لسورية ومن ثم الفوز بمقعد على إحدى اللوائح الانتخابية؟ (...) المسؤولية شاملة. هذه السلطة من إنتاج سورية، والحالة السائدة من إنتاج السلطة، يعني سورية هي التي ارادت وصول هؤلاء إلى السلطة.. اذًا النتيجة طبيعية، فاذا هيكلية السلطة بأكملها خطأ وهذا ما يؤدي بنا إلى هذا الوضع. (...) عندما سئلت عن الحريري قبل توليه الرئاسة، قلت: لو الحريري أفضل قبطان في العالم، اليوم ركب على سفينة معطلة ولن يكون هو قائد السفينة انما سيتساوى مع آخر ملاح عليها لأن الحكم في يد سوريا.

رفست رئاسة الجمهورية باليقظة وليس بالحلم. البطريرك ارسل اسمي لسوريا وأنا رفضت لأنها ستكون مقابل الجمهورية."

## الحياة الشخصية

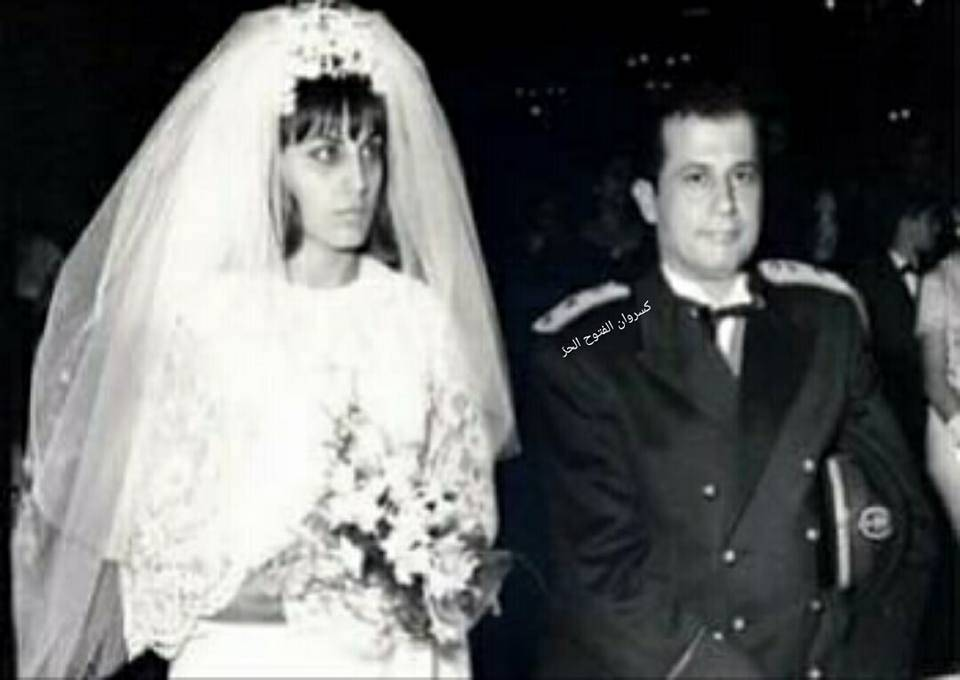
عون في زفافه من نادية الشامي

يوصف عون ميشال عون بأنّه يقرأ كثيرًا وأنّه هادئ الأعصاب في أحلك الأزمات. صرّح سابقًا بإيمانه بالمسيحية وإطّلاعه على الفكر الإسلامي وتعدد الآلهة، ويعتبر أنّ المارونية هي كالطلاء فوق مسيحيّته، ولا فرق كبير بين الطوائف المسيحية. نال الدكتوراه الفخرية من جامعة سيدة اللويزة في 8 سبتمبر 2018.
تزوج ميشال عون في 30 يونيو 1968 من نادية سليم الشامي ولهما ثلاث بنات هنّ ميراي المتزوجة من روي الهاشم، كلودين المتزوجة من العميد شامل روكز وشانتال المتزوجة من رئيس التيار الوطني الحر جبران باسيل.

## الأوسمة والتقديرات

### الأوسمة الوطنية
| الشارة | الوسام                                    | التعليق                  |
| ------ | ----------------------------------------- | ------------------------ |
|        | وسام 31 كانون الأول 1961                  | تلقّاه في 30 ديسمبر 1963. |
|        | الرتبة الثالثة من وسام الاستحقاق اللبناني |                          |
|        | وسام الحرب                                | حصل عليه خمس مرّات.       |
|        | رتبة فارس من وسام الأرز الوطني            |                          |
|        | الدرجة الثانية من وسام الاستحقاق اللبناني |                          |
|        | وسام الجرحى                               |                          |
|        | الدرجة الأولى من وسام الاستحقاق اللبناني  |                          |
|        | رتبة ضابط من وسام الأرز الوطني            |                          |
|        | رتبة الوشاح الأكبر من وسام الأرز الوطني   |                          |

### الأوسمة الخارجية
| الشارة | البلد | الوسام                                | التعليق                                     |
| ------ | ----- | ------------------------------------- | ------------------------------------------- |
|        | فرنسا | رتبة قائد من وسام جوقة الشرف          | تلقّاه في 29 يناير 1986.                     |
|        | فرنسا | رتبة الصليب الأكبر من وسام جوقة الشرف | تلقّاه من إيمانويل ماكرون في 27 سبتمبر 2017. |

## المؤلفات
- رؤيتي للبنان، 2007.

## روابط خارجية
- ميشال عون على موقع الموسوعة البريطانية (الإنجليزية)
- ميشال عون على موقع مونزينجر (الألمانية)